# لوئیس گوردون (بازیکن فوتبال)
لوئیس گوردون (انگلیسی: Lewis Gordon؛ زادهٔ ۱۲ فوریهٔ ۲۰۰۱) بازیکن فوتبال اهل بریتانیا است.
وی همچنین در تیم‌های ملی فوتبال Scotland national under-17 football team و Scotland national under-19 football team بازی کرده‌است.